# Nguyễn Văn Khá
Nguyễn Văn Khá (1943-2010) là Thiếu tướng Công an nhân dân Việt Nam, đại biểu Quốc hội Việt Nam khóa X. Ông thuộc đoàn đại biểu Nam Định.

## Xuất thân và giáo dục
Tên thường gọi: Nguyễn Văn Khá
Ngày sinh: 20/3/1943
Giới tính: Nam
Dân tộc: Kinh
Tôn giáo: Không
Quê quán: Xã Hải Thanh, huyện Hải Hậu, Nam Định
Trình độ chuyên môn: Cử nhân Luật

## Sự nghiệp
Nghề nghiệp, chức vụ: Phó Chủ nhiệm Uỷ ban Quốc phòng và An ninh của Quốc hội
Nơi làm việc: Uỷ ban Quốc phòng và An ninh của Quốc hội
Nơi ứng cử: Nam Định
Đại biểu Quốc hội khoá: X
Đại biểu chuyên trách: Trung ương
Ngày 22 tháng 8 năm 2007, ông nghỉ hưu theo quyết định của Thủ tướng Chính phủ.
Ông mất ngày 4 tháng 9 năm 2010 ở Nam Định.